# Saint-Honoré-de-Shenley
Saint-Honoré-de-Shenley es un municipio canadiense situado en la provincia de Quebec.

## Superficie
Saint-Honoré-de-Shenley tiene una superficie de 133,96 km².

## Demografía
En 2021, tenía 1555 habitantes, una densidad poblacional de 11,6 hab./km², y 678 viviendas.